# Theodor-Heuss-Gymnasium (Göttingen)
Das 1957 als Neues Gymnasium gegründete Theodor-Heuss-Gymnasium (schulintern kurz: THG) liegt im Ostviertel oberhalb der Göttinger Innenstadt. Es wurde 1977 nach Theodor Heuss (1884–1963) benannt, dem ersten Bundespräsidenten der Bundesrepublik Deutschland.

## Allgemeines
Das Neue Gymnasium entstand am Westhang des Hainbergs nach Entwürfen von Walter Krauspe und Heinrich Driehorst aus dem städtischen Bauamt und war ursprünglich als „zweizügig neusprachliches Gymnasium für Jungen und Mädchen“ konzipiert. Das Raumprogramm umfasste 20 Klassenräume, 11 Sonderunterrichtsräume, eine Turnhalle, einen Gymnastikraum und eine Aula mit Bühne.
Seit März 1997 darf das THG als erste Schule in Niedersachsen die Bezeichnung Europaschule führen aufgrund des Engagements zur Förderung des europäischen Gedankens im Unterricht sowie der Kontakte mit Schulen des europäischen Auslandes.
Zudem erhielt das Gymnasium im September 1997 die Auszeichnung Umweltschule in Europa 1997/98 für den besonderen Einsatz zur nachhaltigen Verbesserung der Schulumwelt.
Seit dem Schuljahr 2005/06 gibt es am Theodor-Heuss-Gymnasium im Wahlpflichtbereich ein spezielles Europa-Profil für die Klassen 7 bis 9, das zum Ziel hat, die interkulturelle Kompetenz der Schüler so zu entwickeln, dass ein vertieftes Verständnis für die kulturellen, historischen, konfessionellen und sozialen Besonderheiten europäischer Nationen entsteht. Dieses Profil wird durch die Fachgruppen Geschichte, Erdkunde, Politik, Wirtschaft und Religion betreut und verfolgt parallel das Ziel, die Medien- und Präsentationskompetenzen der Schüler zu stärken.

## Besondere Angebote
Mathematik und Naturwissenschaften
Für den Unterricht in Physik, Chemie und Biologie stehen Fachräume und Sammlungen zur Verfügung. Seit einiger Zeit gibt es am THG für Schüler mit ausgeprägtem Interesse an Naturwissenschaften, Mathematik und Informatik vom Jahrgang 7 an eine besondere Klasse. In den mathematisch-naturwissenschaftlichen Fächern und in Informatik kommen Stunden hinzu. Ab der 6. Klasse wird ein mathematisch-naturwissenschaftlicher Vorkurs angeboten, ab der 7. Klasse kann der mathematisch-naturwissenschaftliche Zweig im Rahmen des Wahlpflicht-Angebots gewählt werden.
Bilingualer Unterricht
Im Sinne der Europaschule wird für sprachlich begabte Schüler bilingualer Unterricht ab der 6. Klasse als Vorkurs und eine bilinguale Klasse ab Jahrgang 7 angeboten. Unterrichtet werden naturwissenschaftliche Fächer (Biologie, Chemie), Geschichte, Erdkunde und Politik auf Englisch.
Musikalisches Angebot
Neben zwei Schulchören wird das Orchester und die Bigband Jazzed For Fun, die alljährlich Konzerte, Theater- oder Musicalprojekte auf die Bühne bringen, angeboten.
Auch wird das Streicherprojekt in Kooperation mit dem Deutschen Tonkünstlerverband angeboten: Für die Schüler besteht im Rahmen des Schulunterrichts der 5. Klasse die Möglichkeit, das Spiel auf Violine, Viola, Violoncello und Kontrabass zu erlernen. Der Unterrichtet findet zweistündig in der Großgruppe sowie nach Instrumenten getrennt in einer weiteren Instrumentalunterrichtsstunde statt. Alle Instrumente werden von der Schule zur Verfügung gestellt.
Sport
Für sportliche Aktivitäten steht eine moderne Sporthalle sowie das weitläufige Schulgelände bereit. Zum Sportangebot gehören Individualsportarten (Leichtathletik, Schwimmen, Turnen, Trampolin), Mannschaftssportarten (Basketball, Fußball, Volleyball), Freizeitsportarten (Orientierungslauf, Kanu, Rudern, Badminton, Tennis und Ski alpin), Kletter-, Segel- und Paddelkurse.
Weitere Angebote
Für die Förderung des gesellschaftlichen Engagements von Schülern werden folgende Projekte angeboten:
- Diakonisches Praktikum (in Verbindung mit dem Religionsunterricht; Schüler des Jahrgangs 10 besuchen einmal wöchentlich am Nachmittag eine soziale Einrichtung, z. B. ein Altersheim)
- Schule und Wirtschaft (zweiwöchiges Betriebspraktikum im Jahrgang 10, Bewerbertraining, Management Information Game MIG u. a. m.),
- FORUM THG mit ca. 4 bis 6 Abendveranstaltungen je Schuljahr für Schüler- und Elternschaft sowie eine interessierte Öffentlichkeit.
- In Comenius-Projekten arbeiten Schüler mit italienischen, französischen, spanischen, englischen und dänischen Partnerschulen zusammen und führen sozialkundliche, naturwissenschaftliche oder ökologische Untersuchungen durch.
- Kontakte mit Partnerschulen in England, Frankreich, Spanien, Italien, Dänemark, Polen, Slowenien, USA, Mexiko, Australien und Neuseeland.
- Europa-Projekt im Rahmen der Kooperation mit der englischen Partnerschule in Truro, Cornwall: Schüler können dort während eines Praktikums auch den Berufsalltag im Nachbarland kennenlernen, während ihre englischen Austauschpartner für 14 Tage Göttinger Betriebe besuchen können.

## Neue Medien und Informatik
Es gibt zwei Computerräume mit jeweils rund 18 Rechnern. Zusätzlich stehen zwei Klassensätze Notebooks zur Verfügung.

## Partnerschulen
- Ivybridge Community College, Ivybridge, Großbritannien, seit 1983
- Truro College, Truro, Großbritannien, seit 1988
- Lycée Juliette Récamier, Lyon, Frankreich, seit 1993
- Lycée Jean Monnet, Montpellier, Frankreich, seit 1991
- Institution Saint Louis, Saumur, Frankreich
- Lycée International De Valbonne (CIV), Cannes, Frankreich, seit 1996
- Liceo classico statale „Mamiani“, Pesaro, Italien, seit 1990
- V LO Toruń, Toruń, Polen, seit 1992
- Gimnazjum Zlawies Wielka, Zlawies Wielka, Polen
- Phillips Exeter Academy, Exeter, USA, seit 1978
- Phillips Academy Andover, Andover, Massachusetts, USA
- Agua Fria Union High School, Phoenix, USA, seit 1982
- Juanita High School, Seattle, USA, seit 1980
- Immanuel Lutheran College, Brisbane, Australien, seit 1992
- Escuela Cholloyan Montessori, Puebla, Mexiko

## Diverses
Theolino
Das Theolino war bis zum Ende des Schuljahres 2006/2007 eine Außenstelle des THG im Nikolausberger Weg. Es wurde bis 2004 vom Max-Planck-Gymnasium genutzt und wurde dann vom THG übernommen, da die Kapazitäten des Hauptgebäudes durch die neuen Jahrgänge 5 und 6 ausgelastet waren. Im Theolino waren die Jahrgänge 10 und 11 untergebracht.
Neubau

Eingang Neubau

Die Schule hat seit Beginn des Schuljahres 2007/2008 einen modernen Erweiterungsbau auf dem Schulgelände. In ihm sind vorrangig die Klassen 5 bis 6 untergebracht.
Publikation
2009 veröffentlichten zehn Schüler des Deutsch-Leistungskurses auf der Grundlage eines improvisierten Theaterstückes einen aus neun einzelnen Geschichten bestehenden Kriminalroman.
- Lutz Stein (Hrsg.): Göttingen 1895: Verlorene Seelen: Eine unheimliche Kriminalgeschichte aus dem Göttingen des Fin de siècle Erzählt in neun miteinander verknüpften Episoden. Stein-Medien, Göttingen 2009, ISBN 978-3-940660-21-3.

## Bekannte Absolventen
- Tilman Becker (* 1954), 1973; Agrarökonom, langjähriger Leiter der Forschungsstelle Glücksspiel
- Andreas Staier (* 1955), 1973, Cembalist und Pianist
- Bettina Schöne-Seifert (* 1956), 1975, Expertin für Medizinethik
- Rainer Georg Jörgensen (* 1957), 1976, Agrarwissenschaftler
- Switgard Feuerstein (* 1960), 1977, Ökonomin und Hochschullehrerin
- Max Goldt (* 1958), 1977, Schriftsteller und Musiker
- Lutz Knopek (* 1958), 1977, Politiker
- Cathrin Kahlweit (* 1959), 1978, Journalistin und Publizistin
- Matthias Jendis (1959–2009), 1978, literarischer Übersetzer
- Henning Schimke (* 1958), 1978, Schauspieler und Hörspielsprecher
- Ulrike Freitag (* 1962), 1980, Neuzeithistorikerin und Islamwissenschaftlerin
- Martin Sander (* 1963), 1981, Organist
- Marion Ackermann (* 1965), 1983, Kuratorin und Museumsdirektorin
- Matthias Peiper (* 1964), 1983, Chirurg
- Robert Freitag (* 1968), 1988, Jurist und Hochschullehrer
- Hendrik Streeck (* 1977), 1995, HIV-Forscher, Professor für Virologie
- Natalie O’Hara (* 1976), 1996, Schauspielerin[4]

## Bekannte Lehrer
- Hatto Nolte (* 1948), Kapitän der deutschen Volleyballnationalmannschaft bei den Olympischen Spielen 1972
- Werner Wallert, wurde durch den Entführungsfall Abu Sajaf im Jahr 2000 prominent.[5]
- Ulrich Willerding (1932–2021), Biologe[6]